# Presequence Protease
Die Presequence Protease (PreP) ist ein Enzym, das in den Mitochondrien und bei Pflanzen auch in den Chloroplasten vorkommt.

## Funktion
PreP ist eine Metalloprotease mit einem Zinkfingermotiv im katalytischen Zentrum. Sie kommt in den meisten eukaryotischen Organismen vor und ist verantwortlich für den Abbau von unstrukturierten Peptiden, die zwischen 10 und 60 Aminosäuren lang sind. PreP baut die Prä-Sequenz ab, die als Adresse für den Transport von Prä-Proteinen in das entsprechende Organell dient. Der Abbau von kurzen Peptiden in Mitochondrien und Chloroplasten ist nötig, da diese die Membranen passieren und auf diese Weise die Elektronentransportkette entkoppeln und das Membranpotential stören können.
Die meisten im Zellkern kodierten mitochondrialen und chloroplastischen Proteine werden als Vorläuferprotein mit Prä-Sequenz im Cytosol synthetisiert. Diese Prä-Sequenz ist ein N-terminaler Fortsatz, ein so genanntes Signalpeptid oder "Targeting Signal". In Pflanzen ist dieses Signal 30–50 Aminosäuren lang, enthält viele hydroxylierte, hydrophobe und basische Aminosäuren und wechselwirkt mit der Membran. Dieses Signal wird nach dem Transport durch die mitochondrialen Membranen durch eine Mitochondrial Processing Peptidase (MPP) abgeschnitten und von PreP, das eine Präferenz für basische und kleine Aminosäuren oder Serine hat an der Schneidestelle hat, erkannt und abgebaut.

## Isoformen
In Arabidopsis thaliana kommen zwei Isoformen, AtPreP1 und AtPreP2 vor und sie sind etwa 100 kDa schwer. Es sind lösliche Enzyme und kommen nur in der mitochondrialen Matrix und im Stroma der Chloroplasten vor. Da der Import in Mitochondrien und Chloroplasten normalerweise sehr spezifisch ist, handelt es sich hier um einen Fall des "Dual Targeting" – dieselbe Sequenz führt zum Import in zwei unterschiedliche Organellen.

## Abbau von Amyloid-β
Menschliches PreP baut Amyloid-β-Peptide ab und könnte folglich eine Rolle in der Behandlung von Alzheimer spielen.